# Family (hudební skupina)
Family byla anglická rocková skupina, založená v roce 1967 a zaniklá v roce 1973. Jejich styl byl charakterizován jako progressive rock, ačkoliv jejich zvuk objevoval i jiné žánry, spojujíce takové styly jako folk, psychedelic music, acid rock, jazz fusion a rock 'n' roll. Skupina nikdy nedosáhla úspěchu ve Spojených státech, ačkoliv Family ve Velké Británii měli úspěch a objevovali se na různých festivalech.

## Původní obsazení
- Roger Chapman - zpěv - nar. 8.4.1944
- Charlie Whitney - kytara, zpěv - nar. 24.6.1944
- Rob Townsend - bicí - nar. 7.7.1947
- Ric Grech - basová kytara, housle, (později John Weider - basová kytara, housle)
- Jim King - saxofon, flétna, (později John „Poli“ Palmer - klávesy, vibrafon)

## Historie

### Začátky (1967–1969)
Family se formovali v roce 1967 v Leicesteru, (Anglie) ze zbývajících členů skupiny, která byla známa jako The Farinas a později jako The Roaring Sixties, jejichž „sound“ byl založen na R&B. The Farinas původně tvořili John "Charlie" Whitney, Tim Kirchin, Harry Ovenall a Jim King, kteří se dali dohromady na Leicester Art College v roce 1962. Ric Grech nahradil Kirchina na baskytaru v roce 1965 a Roger Chapman se připojil následující rok, jako zpěvák. Americký producent Kim Fowley jim navrhl, aby si říkali "The Family", protože jejich dvouřadové obleky které si na představení oblékali jim dávaly vzhled mafiánů. Toto oblečení však brzy nahradili jiným, neformálním. Family debutovali se singlem "Scene Through The Eye Of A Lens/Gypsy Woman", vydaným společností Liberty Records v říjnu 1967, s nevalným úspěchem. V té době byl bubeník Harry Ovenall nahrazen Robem Townsendem.
Debutové album Music in a Doll's House, vydané v červenci 1968, produkoval bývalý člen Traffic Dave Mason.
Mason se podílel na albu jednou skladbou „Never Like This“, jedinou písní nahranou skupinou family, kterou nenapsal její člen.

### Producenti
- John Gilbert - Music in a Doll's House a Family Entertainment (hlavní producent)
- Dave Mason - Music in a Doll's House
- Jimmy Miller - Music in a Doll's House
- Glyn Johns - Family Entertainment
- George Chkiantz - A Song for Me, Anyway, Fearless, Bandstand, It's Only a Movie

## Diskografie

### Studiová alba
- Music in a Doll's House (Reprise, 1968)
- Family Entertainment (Reprise, 1969)
- A Song for Me (Reprise, 1970)
- Anyway (Reprise, 1970)
- Fearless (Reprise, 1971)
- Bandstand (Reprise, 1972)
- It's Only a Movie (Raft, 1973)

### Koncertní alba
- Old Songs New Songs (Reprise, 1971)

### Kompilace
- Best of Family (Reprise, 1974)

- Rise - Best of Family (Rebecca Records, 1981)

- From Past Archives (TIS, 1981)

- Peel Sessions (Castle Communications, 1988)

- The Family (Castle Communications, 1990)

- BBC Radio One In Concert (Windsong, 1991)

- A's & B's (Castle Communications, 1992)

- Best of Family (1993)

- Best of Family (1994)

- Family Essentials (199?)